# Jason Campbell
Jason Campbell (nacido el 31 de diciembre de 1981 en Laurel, Misisipi, Estados Unidos) es un quarterback de fútbol americano en la NFL, quien jugó para los Washington Redskins hasta la temporada 2009. A partir de la temporada 2010 jugará con los Oakland Raiders.  Tiene el apodo de "Lips" por sus amigos y compañeros de equipo.  
Campbell nació en el mismo año (1981) y en el mismo hospital en Laurel, Misisipi, que su excompañero de equipo Clinton Portis.

## Carrera colegial
Graduado en 2000 de la Taylorsville High School en Taylorsville, Mississippi, Campbell fue a jugar fútbol colegial con Auburn donde llevó a los Tigres a una campaña invicta en 2004 y fue nombrado Jugador del Año de la SEC y MVP del SEC Championship Game. Campbell aún mantiene la marca del pase de anotación más largo en la historia de los Tigres de Auburn, un pase de 87 yardas para Silas Daniels en un enfrentamiento en 2004 contra el Louisiana Tech. También aun posee la marca de más alto porcentaje de pases completos (64.6%). Campbell se graduó de Auburn con un grado en Administración Pública.

## Carrera profesional

### Draft
Campbell fue escogido como la 25.ª selección en el draft de 2005 por Washington.  Los Pieles Rojas cambiaron las selecciones de draft que tuvieron de 1.ª, 3.ª, y 4.ª ronda para obtener a Campbell de la 1.ª ronda de Denver.

### 2006
El 13 de noviembre de 2006 Joe Gibbs nombró a Campbell como el mariscal de campo titular de Washington (con una marca de 3-6 entonces), mandando a la banca a Mark Brunell.
El 19 de noviembre de 2006, Campbell comenzó su primer juego profesional, y lanzó dos touchdowns sin intercepciones en una derrota de Washington por 20–17 contra Tampa Bay.
El 26 de noviembre de 2006, Campbell ganó su primer juego como profesional, llevando a Washington a una victoria por 17–13 contra Carolina. Campbell completó 11 pases de 23 intentos para 118 yardas, con dos touchdowns y una intercepción. Campbell lanzó un pase de touchdown de 66 yardas al ala cerrada Chris Cooley en el 4.º cuarto, con el que se aseguró la victoria. Después se descubrió que el auricular que usó Campbell para escuchar las jugadas ordenadas por el entrenador, dejó de funcionar antes de la jugada. Campbell entonces escogió una jugada que sintió que había funcionado en las prácticas, sin conocer la jugada que le ordenaron, y logró conectar el pase de touchdown. 
El 10 de diciembre de 2006, Campbell casi logró ganar un juego viniendo de una desventaja contra Filadelfia. Campbell llevó a Washington a anotar 16 puntos sin respuesta en la segunda mitad del juego, mientras completaba 15 de 27 pases para 182 yardas y un touchdown en ese juego. El touchdown fue un pase largo de 34 yardas para Antwaan Randle El, y la diferencia del juego que terminó en derrota de Washington por un marcador de 21–19, fue un pase desviado que fue regresado para touchdown por Filadelfia. 

### 2007
El 18 de agosto de 2007, Campbell fue tackleado en el área de la rodilla por el DE Brett Keisel de Pittsburgh en el segundo juego de pretemporada. Inicialmente, la lesión parecía ser seria pero Campbell salió caminando del juego por sí solo. Los entrenadores dijeron que los ligamentos de Campbell no se habían desgarrado, y anunciaron que su lesión solo era una "rodilla magullada."
El 17 de septiembre de 2007, Campbell mostró que la lesión no lo iba a parar, ya que llevó a Washington a una victoria por 20–12 sobre sus rivales divisionales las Águilas de Filadelfia.
Jason Campbell usó el n.º 17 para los Peles Rojas, el cual perteneció al Super Bowl MVP Doug Williams y  a Billy Kilmer, el mariscal que guio al equipo a su primera aparición en un Super Bowl, el VII.
El 7 de octubre de 2007, Jason Campbell tuvo su mejor marca en pases completos, yardas y eficiencia de pase para un solo juego, contra los Leones de Detroit. Sus estadísticas para ese juego fueron de 23 pases completos de 29 intentados para 248 yardas y dos touchdowns con una eficiencia de 125.3 llevando a Washinfton a la victoria por 34-3. En esa semana fue nombrado como el Jugador Ofensivo de la Semana de la NFC.
El 6 de diciembre de 2007, Campbell se dislocó el ligamiento anterior de la rótula de la rodilla izquierda en un partido contra Chicago. La lesión no requirió de cirugía, pero Campbell no jugó los partidos que quedaban en esa temporada.

### 2008
Cuando Joe Gibbs se retiró por segunda ocasión al final de la campaña de 2007, los Pieles Rojas contrataron a Jim Zorn, primero como Coordinador Ofensivo y después fue nombrado Entrenador en Jefe. Zorn dijo que también sería el entrenador de mariscales de campo. Después de algunos retos iniciales con los ajustes de la versión de Zorn de la Ofensiva de la Costa Oeste, hasta la semana 12 de la temporada 2008, Washington está con una marca de 7–4, con Campbell jugando un rol clave para lograr dos victorias como visitantes en Dallas y Filadelfia - en el proceso, Campbell se convirtió en el poseedor de la nueva marca de pases intentados sin intercepción de Washington, rompiendo la marca previa de Joe Theismann de 161, durante la primera mitad del juego en Filadelfia el 5 de octubre de 2008. Campbell finalmente fue interceptado el 3 de noviembre de 2008 jugando contra los Acereros de Pittsburgh.

### Estadísticas profesionales
Pasando*
| Año   | Equipo | Juegos | Juegos como titular | Pases completos | Pases intentados | Yardas | % de completados | TDs | Intercepciones | Eficiencia |
| ----- | ------ | ------ | ------------------- | --------------- | ---------------- | ------ | ---------------- | --- | -------------- | ---------- |
| 2005  | WAS    | 0      | 0                   | 0               | 0                | 0      | 0.0              | 0   | 0              | 0.0        |
| 2006  | WAS    | 7      | 7                   | 110             | 207              | 1,297  | 53.1             | 10  | 6              | 76.5       |
| 2007  | WAS    | 13     | 13                  | 250             | 417              | 2,700  | 60.0             | 12  | 11             | 77.6       |
| 2008  | WAS    | 11     | 11                  | 218             | 340              | 2,328  | 64.1             | 10  | 3              | 90.2       |
| Total |        | 31     | 31                  | 578             | 964              | 6,325  | 60.0             | 32  | 20             | 81.8       |

Corriendo*
| Año   | Equipo | Juegos | Juegos como titular | Intentos de acarreo | Yardas | Promedio | Acarreo más largo | TD | Balones sueltos | Balones perdidos |
| ----- | ------ | ------ | ------------------- | ------------------- | ------ | -------- | ----------------- | -- | --------------- | ---------------- |
| 2005  | WAS    | 0      | 0                   | 0                   | 0      | 0.0      | 0                 | 0  | 0               | 0                |
| 2006  | WAS    | 7      | 7                   | 24                  | 107    | 4.5      | 15                | 0  | 1               | 0                |
| 2007  | WAS    | 13     | 13                  | 36                  | 185    | 5.1      | 29                | 1  | 13              | 8                |
| 2008  | WAS    | 11     | 11                  | 32                  | 121    | 3.8      | 22                | 0  | 4               | 1                |
| Total |        | 31     | 31                  | 92                  | 413    | 4.5      | 29                | 1  | 18              | 9                |

### Premios y honores
- MVP del Music City Bowl (2003).
- Primer equipo All-SEC (2004).
- Jugador Ofensivo del Año de la SEC (2004).
- MVP del SEC Championship Game (2004).
- Mariscal titular de la temporada perfecta (13-0) de Auburn (temporada 2004).
- MVP del Sugar Bowl (2005).
- 5x Jugador Ofensivo de la Semana de la SEC.
- Jugador ofensivo de la semana de la NFC (Semana 5, 2007)

### Marcas para la franquicia de Washington
- Mas intentos de pase consecutivos sin intercepción - 252 (02/12/07 - 03/11/08)